# Alessandro Mamoli
Alessandro Mamoli (Rho, 28 maggio 1973) è un giornalista, conduttore televisivo ed ex cestista italiano.

## Biografia
Nasce a Rho nel 1973.
In gioventù ha una breve carriera agonistica nell'Olimpia Milano allenata da Mike D'Antoni.
Ha allenato in diverse società giovanili di pallacanestro tra cui l'AS Usmate, contribuendo notevolmente alla formazione, oltre che agonistica anche caratteriale e civica, di tanti ragazzi.
Giornalista professionista dal 2007, commenta su Sky Sport le partite di basket NBA e NCAA al fianco di Flavio Tranquillo, Davide Pessina, Matteo Soragna e Marco Crespi.
Conduttore part-time a Sky Sport 24, nel 2012 venne inviato per Sky Sport alle Olimpiadi di Londra dove si occupò di basket e atletica.

## Palmarès
- Coppa Korać: 1

Olimpia Milano: 1992-93